# God Is a DJ (Pink)
God Is a DJ è il secondo singolo della cantante statunitense Pink, estratto dal suo terzo album Try This del 2003. Il brano è apparso nella colonna sonora del film Mean Girls.

## Video musicale
Il video prodotto per God Is a DJ, diretto da Jake Scott, vede Pink ed altre ragazze vestirsi mentre sono a bordo della metropolitana, che li sta portando in un nightclub, Il video ha debuttato su MTV il 22 gennaio 2004.

## Tracce
CD singolo (Regno Unito)
1. God Is a DJ (radio edit)
2. Trouble (Hyper remix)

CD maxi-singolo (Regno Unito)
1. God Is a DJ (radio edit)
2. Trouble (acoustic)
3. God Is a DJ (D-Bop remix)

## Classifiche
| Classifica (2004)                             | Posizione massima |
| --------------------------------------------- | ----------------- |
| Australia                                     | 24                |
| Austria                                       | 26                |
| Belgio                                        | 40                |
| Paesi Bassi                                   | 6                 |
| Germania                                      | 44                |
| Irlanda                                       | 13                |
| Italia                                        | 42                |
| Nuova Zelanda                                 | 30                |
| Norvegia                                      | 20                |
| Svezia                                        | 49                |
| Svizzera                                      | 32                |
| Regno Unito                                   | 11                |
| U.S. Billboard Hot Dance Music/Club Play      | 17                |
| U.S. Billboard Bubbling Under Hot 100 Singles | 3                 |